# Nobuyuki Yoshigahara
Nobuyuki Yoshigahara (芦ヶ原 伸之, comúnmente conocido como Nob; 27 de mayo de 1936 – 19 de junio de 2004) fue quizás el inventor, coleccionista, solucionador y divulgador de rompecabezas más célebre de Japón.

## Educación y carrera profesional
Nob se licenció en química aplicada en el Instituto Tecnológico de Tokio. Tras desencantarse de su carrera en ingeniería sobre polímeros de cadena larga, se dedicó a la enseñanza de química y matemáticas en institutos.
Se convirtió en columnista de rompecabezas y colaborador habitual de muchas revistas, con columnas mensuales en Quark y otras revistas populares de puzzles. Escribió más de 80 libros sobre rompecabezas. Quizá más conocido como inventor de rompecabezas, concedió licencias comerciales de sus diseños, como el juego de rompecabezas Rush Hour, a empresas como Binary Arts (ahora conocida como ThinkFun), Ishi Press y Hanayama. También era un activo programador informático que utilizaba los ordenadores para resolver rompecabezas matemáticos.

## Premios y distinciones
Nob participó activamente en International Puzzle Party. En 2005, el concurso de diseño de la International Puzzle Party pasó a llamarse Nob Yoshigahara Puzzle Design Competition.
En 2003, la Association of Game & Puzzle Collectors concedió a Nob el premio Sam Loyd, concedido a personas que han realizado una contribución significativa al mundo de los puzles mecánicos.